# مصينعة بن عليان

تعديل مصدري - تعديل

مصينعة بن عليان هي إحدى قرى عزلة القارة بمديرية رصد التابعة لمحافظة أبين، بلغ تعداد سكانها 68 نسمة حسب تعداد اليمن لعام 2004.